# Michael Ryder
Pour les articles homonymes, voir Ryder.
Michael Ryder (né le 31 mars 1980 à Bonavista, Terre-Neuve-et-Labrador au Canada) est un joueur de hockey sur glace professionnel.

## Biographie
Il a été repêché par les Canadiens lors du repêchage d'entrée dans la LNH 1998, à la 216e position. Lors de la saison 2003-2004, il a participé aux Matchs des étoiles des recrues de la LNH. Au cours de la même année, Ryder a été en nomination pour le trophée Calder. C'est cependant Andrew Raycroft des Bruins de Boston qui l'a remporté.
En 2005-2006 et 2006-2007, il marque 30 buts et devient le premier joueur du Canadien de Montréal à inscrire plus de 30 buts en deux saisons consécutives depuis Mark Recchi en 1996-1997 et 1997-1998.
Il a marqué son 100e point dans la LNH le 28 février 2006. En série éliminatoire de cette même année, il marque un but qui permet au Canadien de prendre une avance de 2 à 0 dans la série contre les Hurricanes de la Caroline. Malgré tout, les Canadiens seront éliminés en perdant les quatre matchs suivants.
En 2006-2007, le numéro 73 termine la saison avec 30 buts et 28 passes pour 58 points. Il connaît une belle performance au dernier match de la saison, mais malheureusement, ses trois buts et une passe ne seront pas suffisants pour permettre au Canadien de participer aux séries éliminatoires.
En 2007-2008, lors du match du 19 février à Montréal, Michael Ryder a effectué deux buts et une assistance dans la remontée spectaculaire des Canadiens alors qu'ils perdaient 5-0 face aux Rangers de New York ; les Canadiens l'ont finalement emporté 6-5. C'était la première fois dans les 99 ans d'histoire de l'équipe qu'une remontée de la sorte était effectuée. Malgré de belles performances, Michael Ryder a été laissé de côté de l'alignement vers la fin de la saison et durant les séries éliminatoires par son entraîneur Guy Carbonneau.
Le 1er juillet 2008 il signe un contrat de trois ans avec les Bruins de Boston pour 12 millions de dollars.
Le 1er juillet 2011, il signe un contrat de deux ans avec les Stars de Dallas. Le 26 février 2013, les Canadiens de Montréal le rapatrient en retour d'Erik Cole.

## Statistiques
| Saison     | Équipe                      | Ligue      |     | Saison régulière | Saison régulière | Saison régulière | Saison régulière | Saison régulière |    | Séries éliminatoires | Séries éliminatoires | Séries éliminatoires | Séries éliminatoires | Séries éliminatoires |
| Saison     | Équipe                      | Ligue      | PJ  | B                | A                | Pts              | Pun              | PJ               | B  | A                    | Pts                  | Pun                  |                      |                      |
| 1997-1998  | Olympiques de Hull          | LHJMQ      | 69  | 34               | 28               | 62               | 41               | 10               | 4  | 2                    | 6                    | 4                    |                      |                      |
| 1998-1999  | Olympiques de Hull          | LHJMQ      | 69  | 44               | 43               | 87               | 65               | 23               | 20 | 16                   | 36                   | 39                   |                      |                      |
| 1999-2000  | Olympiques de Hull          | LHJMQ      | 63  | 50               | 58               | 108              | 50               | 15               | 11 | 17                   | 28                   | 28                   |                      |                      |
| 2000-2001  | Tiger Sharks de Tallahassee | ECHL       | 5   | 4                | 5                | 9                | 6                | -                | -  | -                    | -                    | -                    |                      |                      |
| 2000-2001  | Citadelles de Québec        | LAH        | 61  | 6                | 9                | 15               | 14               | -                | -  | -                    | -                    | -                    |                      |                      |
| 2001-2002  | Sea Wolves du Mississippi   | ECHL       | 20  | 14               | 13               | 27               | 2                | -                | -  | -                    | -                    | -                    |                      |                      |
| 2001-2002  | Citadelles de Québec        | LAH        | 50  | 11               | 17               | 28               | 9                | 3                | 0  | 1                    | 1                    | 2                    |                      |                      |
| 2002-2003  | Bulldogs de Hamilton        | LAH        | 69  | 34               | 33               | 67               | 43               | 23               | 11 | 6                    | 17                   | 8                    |                      |                      |
| 2003-2004  | Canadiens de Montréal       | LNH        | 81  | 25               | 38               | 63               | 26               | 11               | 1  | 2                    | 3                    | 4                    |                      |                      |
| 2004-2005  | Leksands IF                 | Elitserien | 32  | 27               | 21               | 48               | 32               | -                | -  | -                    | -                    | -                    |                      |                      |
| 2005-2006  | Canadiens de Montréal       | LNH        | 81  | 30               | 25               | 55               | 38               | 6                | 2  | 3                    | 5                    | 0                    |                      |                      |
| 2006-2007  | Canadiens de Montréal       | LNH        | 82  | 30               | 28               | 58               | 60               | -                | -  | -                    | -                    | -                    |                      |                      |
| 2007-2008  | Canadiens de Montréal       | LNH        | 70  | 14               | 17               | 31               | 30               | 4                | 0  | 0                    | 0                    | 2                    |                      |                      |
| 2008-2009  | Bruins de Boston            | LNH        | 74  | 27               | 26               | 53               | 23               | 11               | 5  | 8                    | 13                   | 8                    |                      |                      |
| 2009-2010  | Bruins de Boston            | LNH        | 82  | 18               | 15               | 33               | 35               | 13               | 4  | 1                    | 5                    | 2                    |                      |                      |
| 2010-2011  | Bruins de Boston            | LNH        | 79  | 18               | 23               | 41               | 26               | 25               | 8  | 9                    | 17                   | 8                    |                      |                      |
| 2011-2012  | Stars de Dallas             | LNH        | 82  | 35               | 27               | 62               | 46               | -                | -  | -                    | -                    | -                    |                      |                      |
| 2012-2013  | Stars de Dallas             | LNH        | 19  | 6                | 8                | 14               | 8                | -                | -  | -                    | -                    | -                    |                      |                      |
| 2012-2013  | Canadiens de Montréal       | LNH        | 27  | 10               | 11               | 21               | 8                | 5                | 1  | 1                    | 2                    | 2                    |                      |                      |
| 2013-2014  | Devils du New Jersey        | LNH        | 82  | 18               | 16               | 34               | 18               | -                | -  | -                    | -                    | -                    |                      |                      |
| 2014-2015  | Devils du New Jersey        | LNH        | 47  | 6                | 13               | 19               | 30               | -                | -  | -                    | -                    | -                    |                      |                      |
| Totaux LNH | Totaux LNH                  | Totaux LNH | 806 | 237              | 247              | 484              | 353              | 75               | 21 | 24                   | 45                   | 26                   |                      |                      |